# Stadionul Dinamo-Auto
Stadionul Dinamo-Auto este un stadion de fotbal din Tîrnauca, Transnistria, Republica Moldova. A fost construit în 2011 și este arena domestică a clubului Dinamo-Auto Tiraspol.